# Sperrlutter
Die Sperrlutter im Oberharz ist ein etwa 11 km langer Zufluss der Oder zwischen Sankt Andreasberg und Bad Lauterberg in den niedersächsischen Landkreisen Goslar und Göttingen.

## Verlauf
Die Sperrlutter entspringt im Harz bei Sankt Andreasberg, einem Ortsteil von Braunlage. Ihre Quelle liegt auf einer Höhe von etwa 707 m ü. NHN auf der Westflanke der Jordanshöhe (ca. 723 m) – etwas nordöstlich oberhalb der südöstlich unterhalb der Kuppe (729,1 m) gelegenen Glückaufklippen. Unterhalb dieser Klippen wird sie vom Wasser der Freibierquelle gespeist.
Die Sperrlutter, die anfangs westlich Sankt Andreasberg und dann auch westlich den Galgenberg (594,3 m) passiert, fließt in Richtung Süden durch die Ortschaft Silberhütte, wo der von Osten heranfließende Wäschegrund einmündet, und durch den Weiler Sperrluttertal. Anschließend wird sie durch die von Nordosten kommende Breitenbeek als längster Sperrlutterzufluss gespeist. Dann erreicht die Sperrlutter die Bad Lauterberger Ortslage Odertal, wo sie etwas unterhalb des Ausgleichsbeckens der Odertalsperre auf etwa 315 m Höhe in den dort von Osten heran fließenden Rhume-Zufluss Oder mündet.

## Bilder

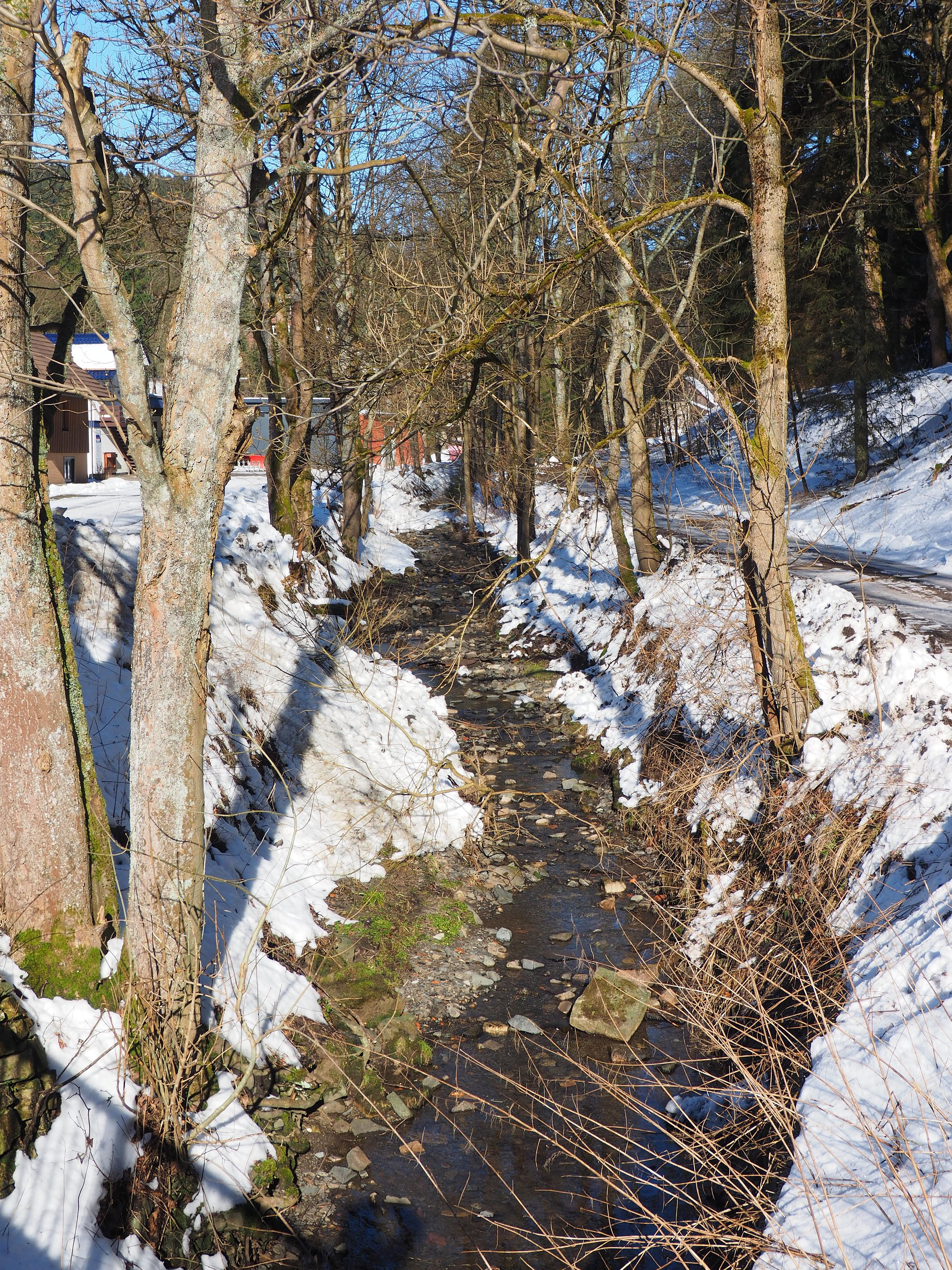
Die Sperrlutter in Silberhütte
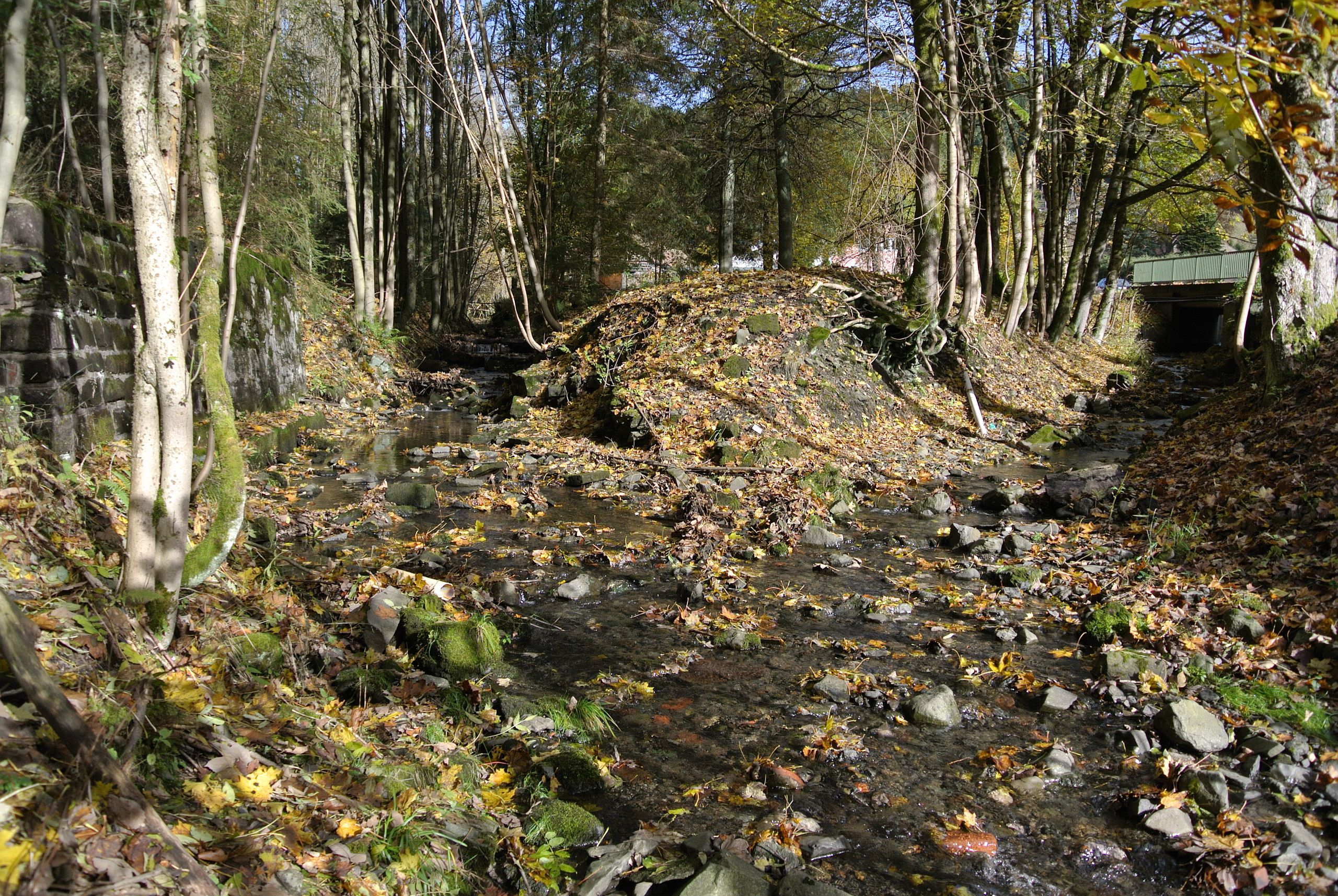
Einmündung des Wäschegrunds in die Sperrlutter
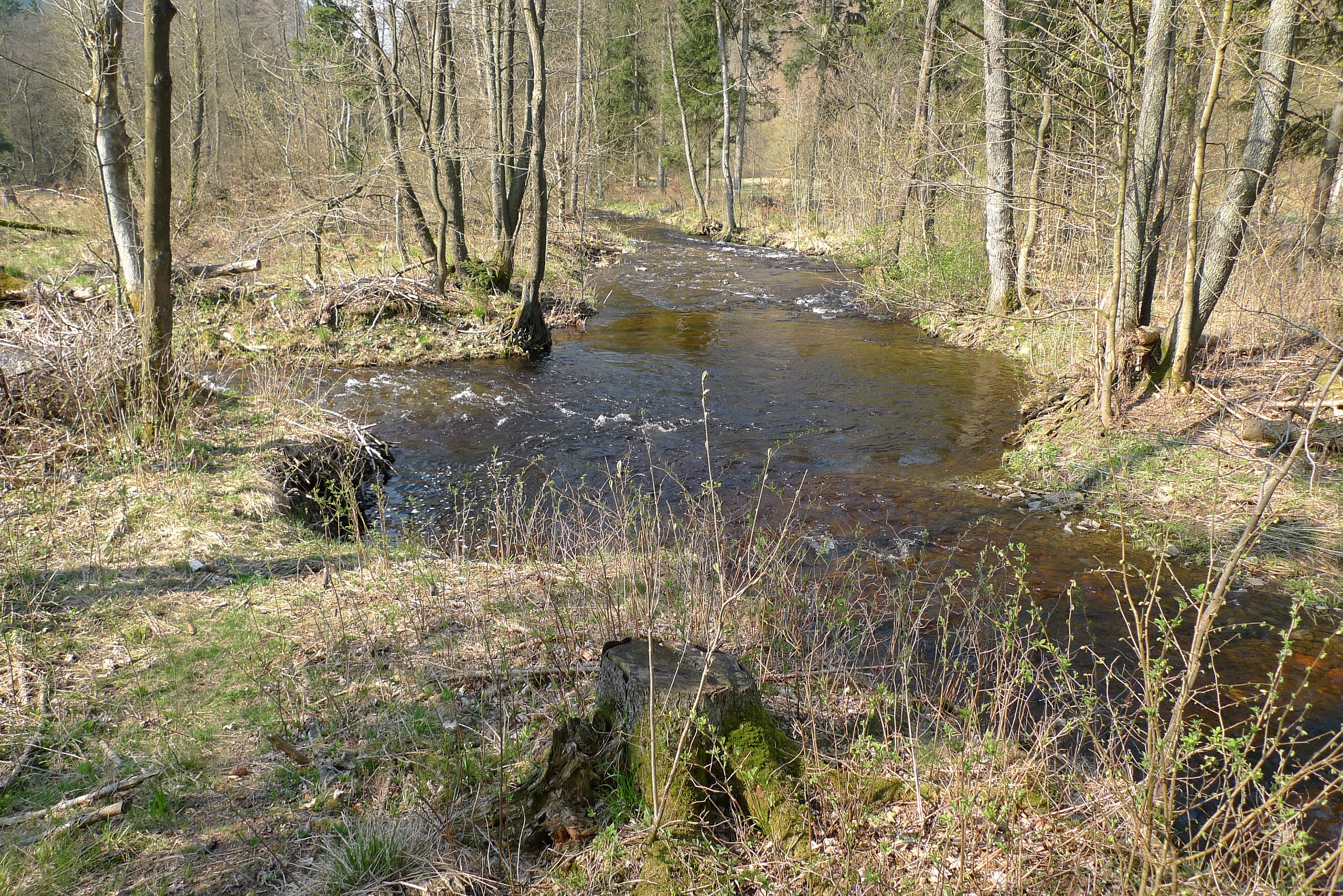
Einmündung der Breitenbeek in die Sperrlutter
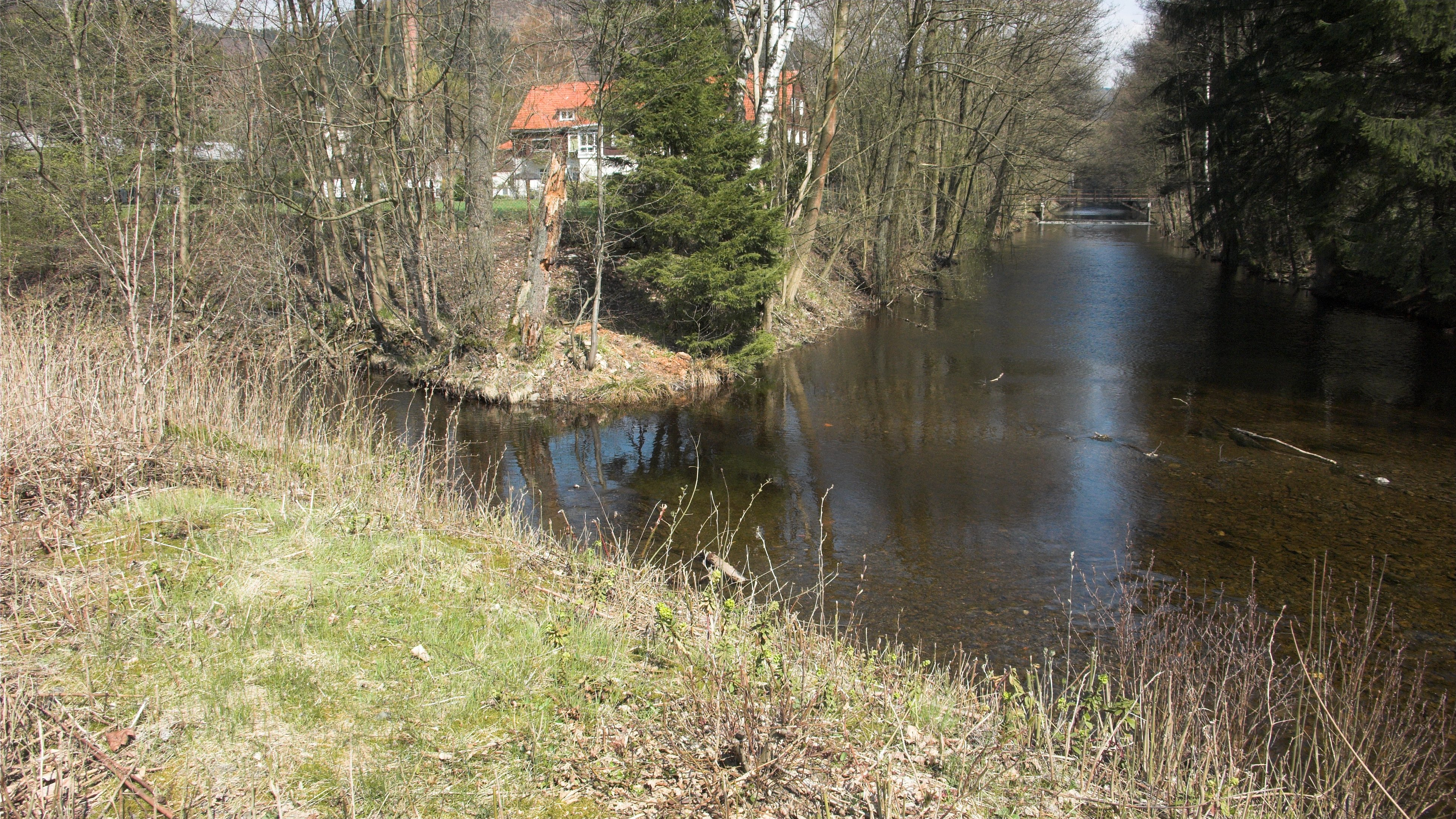
Einmündung der Sperrlutter in die Oder bei Bad Lauterberg